# Романовський Володимир Захарович
Володимир Захарович Романовський (30 червня 1896, село Вєшаловка Липецького повіту Тамбовської губернії, тепер Липецького району Липецької області, Російська Федерація — 5 вересня 1967, місто Москва, Російська Федерація) — радянський військовий діяч, генерал-полковник (11.07.1945). Депутат Верховної Ради СРСР 2—3-го скликань.

## Життєпис
Народився в селянській родині. У 1907 році закінчив сільську школу у Вєшаловці. З вересня 1912 року працював шахтарем на Ірмінській шахті на Донбасі. У червні 1915 року повернувся до Вєшаловки, працював у батьківському селянському господарстві.
З серпня 1915 року служив у російській імператорській армії, в 1916 році закінчив навчальну команду. З 1916 року брав участь у Першій світовій війні, у званні старшого унтер-офіцера командував взводом 8-го Естляндського піхотного полку 2-ї піхотної дивізії на Румунському фронті. Демобілізований в лютому 1918 року. Повернувся до Вєшаловки, працював у селянському господарстві.
У Червоній армії з жовтня 1918 року, командував ротою Всеобуча. З грудня 1918 року — командир ротию 208-го запасного полку в Липецьку. З липня 1919 року воював у складі 7-ї стрілецької дивізії РСЧА: командир батальйону 59-го стрілецького полку, з вересня 1919 року — голова партійного осередку артилерійського дивізіону, з травня 1920 року — комісар бронепоїзда № 60. Брав участь у боях на Східному фронті, потім у складі 12-ї армії РСЧА на Південному фронті проти військ Денікіна та польської армії.
Член РКП(б) з травня 1920 року.
З грудня 1921 до 1922 року навчався на курсах удосконалення політичного складу. З червня 1922 року служив політичним керівником роти 3-го Верхньоудинського стрілецького полку 5-ї армії на Далекому Сході. У липні 1923 року призначений командиром-комісаром загону частин особливого призначення (ЧОН), понад два роки брав участь у ліквідації повстанських загонів у Колимському та Верхоянському округах Якутії.
У вересні 1925 — січні 1926 року — політичний керівник роти 3-го Верхньоудинського стрілецького полку. У січні 1926 — серпні 1929 року — секретар партійного бюро 2-го Нерчинського полку, секретар партійної комісії 1-ї Тихоокеанської дивізії. З серпня 1929 до травня 1930 року служив комісаром 105-го стрілецького полку 35-ї стрілецької дивізії Сибірського військового округу (в Іркутську) та Червонопрапорної Далекосхідної армії. Брав участь у боях на Китайській Східній залізниці у жовтні — грудні 1929 року. Із серпня 1930 року — військовий комісар 105-го стрілецького полку Ленінградського військового округу.
У 1931 році закінчив Курси удосконалення політичного складу при Військово-політичній академії імені Толмачова. З квітня 1931 року — командир-комісар 11-го Туркестанського стрілецького полку Ленінградського військового округу.
У 1932—1935 роках — слухач Військової академії РСЧА імені Фрунзе.
З січня 1936 року — командир-комісар 10-го Туркестанського стрілецького полку Ленінградського військового округу. З червня 1937 року — начальник Московського військового училища імені ВЦВК.
З квітня 1938 року — заступник командувача 2-ї Окремої Червонопрапорної армії на Далекому Сході. Учасник бойових дій біля озера Хасан у 1938 році.
З липня 1940 до березня 1941 року — командувач 10-ї армії Західного Особливого військового округу. У березні — червні 1941 року — помічник командувача військ Приволзького військового округу.
У червні 1941 — березні 1942 року — командувач військ Архангельського військового округу.
З квітня 1942 року — заступник командувача, з травня до листопада 1942 року — командувач 1-ї ударної армії Північно-Західного фронту. З 2 грудня 1942 до 23 грудня 1943 року — командувач 2-ї ударної армії Волховського фронту. 23 грудня 1943 року відряджений у розпорядження Головного управління кадрів НКО СРСР.
У січні 1944 року призначений заступником командувача військ 4-го Українського фронту. З 14 до 24 березня 1944 року — командувач 42-ї армії Ленінградського фронту, з березня 1944 до лютого 1945 року — командувач 67-ї армії Ленінградського та 3-го Прибалтійського фронтів. З березня по червень 1945 року — командувач 19-ї армії 2-го Білоруського фронту.
9 червня 1945 — квітень 1946 року — командувач військ Воронезького військового округу.
З квітня 1946 до 1947 року — командувач 4-ї гвардійської армії Центральної групи військ.
У 1948 році закінчив Вищі академічні курси при Вищій військовій академії імені Ворошилова.
У квітні 1948 — червні 1949 року — командувач військ Північно-Кавказького військового округу.
У червні 1949 — грудні 1951 року — командувач військ Донського військового округу.
З січня 1952 до жовтня 1957 року — начальник Вищих академічних курсів при Вищій військовій академії імені Ворошилова. З жовтня 1957 до жовтня 1959 року — начальник факультету з підготовки офіцерів країн народної демократії Військової академії ім. Фрунзе.
З жовтня 1959 року — у відставці за станом здоров'я в Москві.
Помер 5 вересня 1967 року. Похований на Новодівочому цвинтарі в Москві.

## Військові звання
- Старший унтерофіцер (1916)
- Полковник (29.01.1936)
- Комбриг (17.02.1938)
- Комдив (20.02.1939)
- Комкор (29.04.1940)
- Генерал-лейтенант (4.06.1940)
- Генерал-полковник (11.07.1945)

## Нагороди
- орден Леніна(21.02.1945)
- шість орденів Червоного Прапора (5.01.1921, 23.10.1926, 22.02.1930, 22.01.1942, 3.11.1944, 20.06.1949)
- Орден Суворова І ступеня (10.01.1945)
- Орден Суворова ІІ ступеня (23.08.1944)
- два ордени Кутузова І ступеня (28.01.1943, 29.05.1945)
- Хрест Грюнвальда II ступеня (ПНР)
- Хрест Хоробрих (ПНР)
- Медаль «За оборону Ленінграда»
- Медаль «За оборону Радянського Заполяр'я»
- Медаль «За перемогу над Німеччиною у Великій Вітчизняній війні 1941—1945 рр.»
- медалі